# 간츠 웍스
간츠 웍스(Ganz Works)는 1845년부터 1949년까지 헝가리 부다페스트에서 운영했던 기업들의 그룹이었다. 이 기업의 설립자이자 매니저였던 아브라함 간츠의 이름을 따서 명명되었다. 노면전차를 제조한 것으로 유명하지만 3상 교류 철도 철도전화의 선구적 기업이기도 하다. 또, 간츠는 선박(Ganz Danubius), 다리철강구조(Ganz Acélszerkezet), 고전압장비(Ganz Transelektro)도 제작했다. 20세기 초에 전성기를 경험했다. 1989년부터 간츠의 다양한 부문들이 다른 기업들에 인수되었다.